# Bécsi szerződés a szerződések jogáról
A bécsi szerződés a szerződések jogáról, amit a „szerződések szerződése” néven is emlegetnek, a nemzetközi szokásjognak a nemzetközi szerződéskötési eljárásra vonatkozó részeit kodifikálja a két- és többoldalú nemzetközi szerződések vonatkozásában. A szokásjog kodifikációjának tényét a nem részes államok is elismerik. A szerződést 1969. május 23-án fogadták el és nyitották meg aláírásra Bécsben.,  1980. január 27-én lépett hatályba, és 2018 januárjáig 114 állam ratifikálta, azaz vált részes államává.

## Tartalma
A szerződés átfogó, gyakorlatias irányelveket, szabályokat, eljárásokat fogalmaz meg a nemzetközi szerződések megszerkesztésére, elfogadására, módosítására, értelmezésére vonatkozóan.
A bécsi szerződés a szerződések jogát kizárólag az írásbeli szerződésekre szűkíti és szándékosan nem szól a nemzetközi szervezetekkel és az azoknak egymás között megkötött megállapodásairól. Ugyancsak célzatosan maradt ki a szerződésből és viszályok hatása a nemzetközi szerződésekre, az államok nemzetközi jogi felelőssége a szerződések végre nem hajtásával kapcsolatban, az államok jogutódlása a nemzetközi szerződésekben, a legnagyobb kedvezmény elve, valamint a természetes személyek jogainak és kötelezettségeinek szabályozása a nemzetközi szerződésekkel összefüggésben.
A szerződés szövegét az Egyesült Nemzetek Szervezete Nemzetközi Jogi Bizottsága dolgozta ki fokozatosan 1949-től 1966-ig, majd az ENSZ Közgyűlése diplomáciai konferenciát hívott össze Bécsbe a tervezet elfogadására.  

## Fordítás
- Ez a szócikk részben vagy egészben  a   Vienna Convention on the Law of Treaties című angol Wikipédia-szócikk ezen változatának fordításán alapul.  Az eredeti cikk szerkesztőit annak laptörténete sorolja fel. Ez a jelzés csupán a megfogalmazás eredetét és a szerzői jogokat jelzi, nem szolgál a cikkben szereplő információk forrásmegjelöléseként.

## Kapcsolódó szócikk
- Bécsi diplomáciai szerződés
- Bécsi konzuli egyezmény